# Margattea centralis
Margattea centralis es una especie de cucaracha del género Margattea, familia Ectobiidae. Fue descrita científicamente por Gerstaecker en 1883.
Habita en Costa de Marfil, Guinea Ecuatorial y Camerún.